# Utelle
Utelle (okzitanisch Uelhs, italienisch Utello) ist eine französische Gemeinde im Département Alpes-Maritimes in der Region Provence-Alpes-Côte d’Azur. Sie gehört zum Arrondissement Nizza, zum Kanton Tourrette-Levens und zur Métropole Nice Côte d’Azur. Die Bewohner nennen sich Utellois.

## Geographie
Utelle liegt in den französischen Seealpen, sie grenzt im Norden an Venanson, im Osten an Lantosque, Lucéram und Duranus, im Südosten an Levens, im Südwesten an Bonson und Revest-les-Roches, im Westen an Malaussène, Tournefort, Massoins und La Tour sowie im Nordwesten an Clans.
Durch Utelle fließt die Vésubie. Zur Gemeinde gehören neben der Hauptsiedlung auch die Weiler Le Blaquet, Le Chaudan, Le Cros d’Utelle, Le Figaret und Saint-Jean-la-Rivière. Im letztgenannten Außenquartier befindet sich die Mairie.

## Bevölkerungsentwicklung
| Jahr      | 1962 | 1968 | 1975 | 1982 | 1990 | 1999 | 2008 | 2012 |
| --------- | ---- | ---- | ---- | ---- | ---- | ---- | ---- | ---- |
| Einwohner | 506  | 516  | 451  | 398  | 456  | 488  | 693  | 765  |

## Sehenswürdigkeiten
Siehe: Liste der Monuments historiques in Utelle

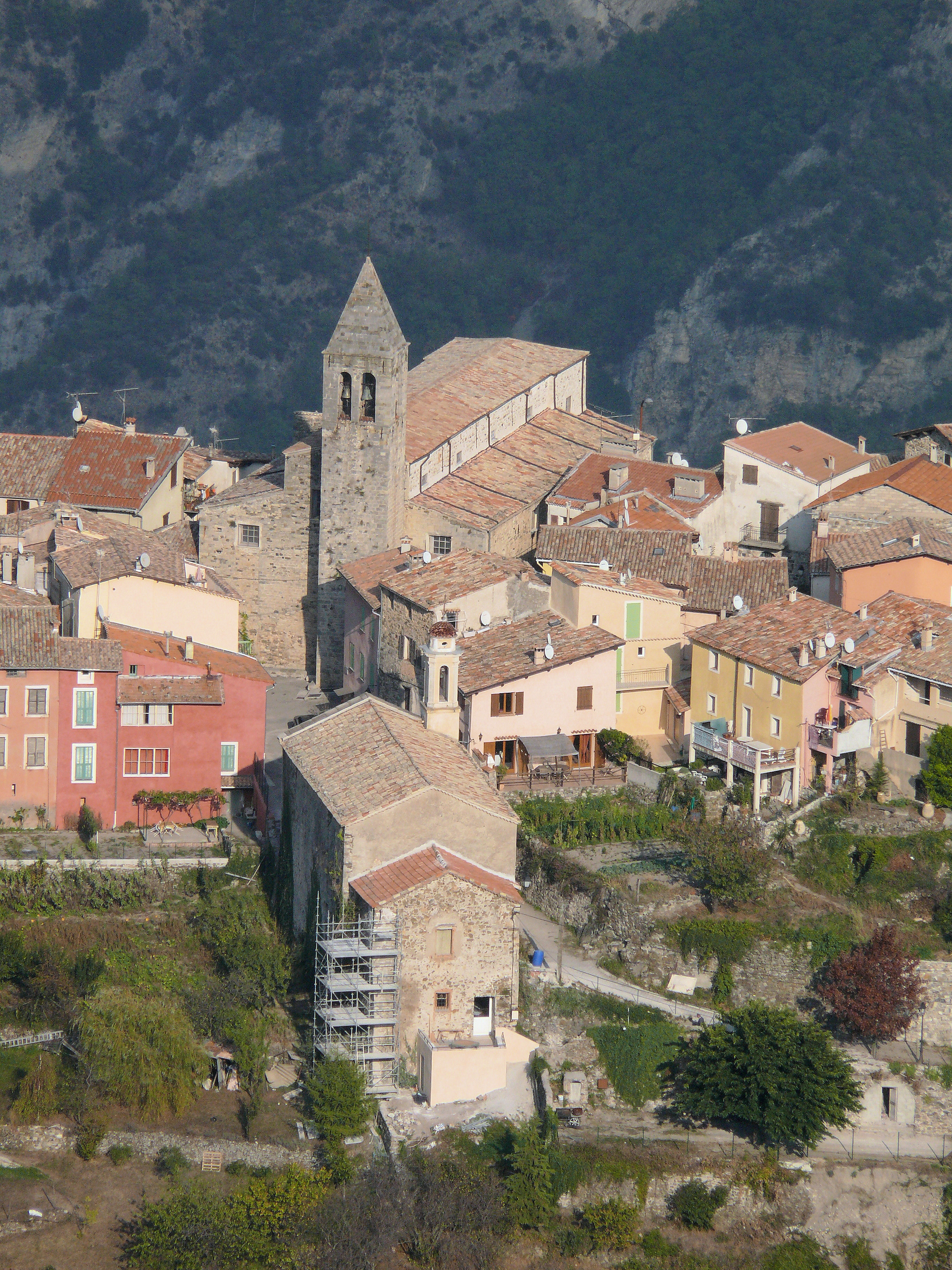
Kirche Saint-Véran gehörte zur heute nicht mehr bestehenden Abbaye de Silvacane.
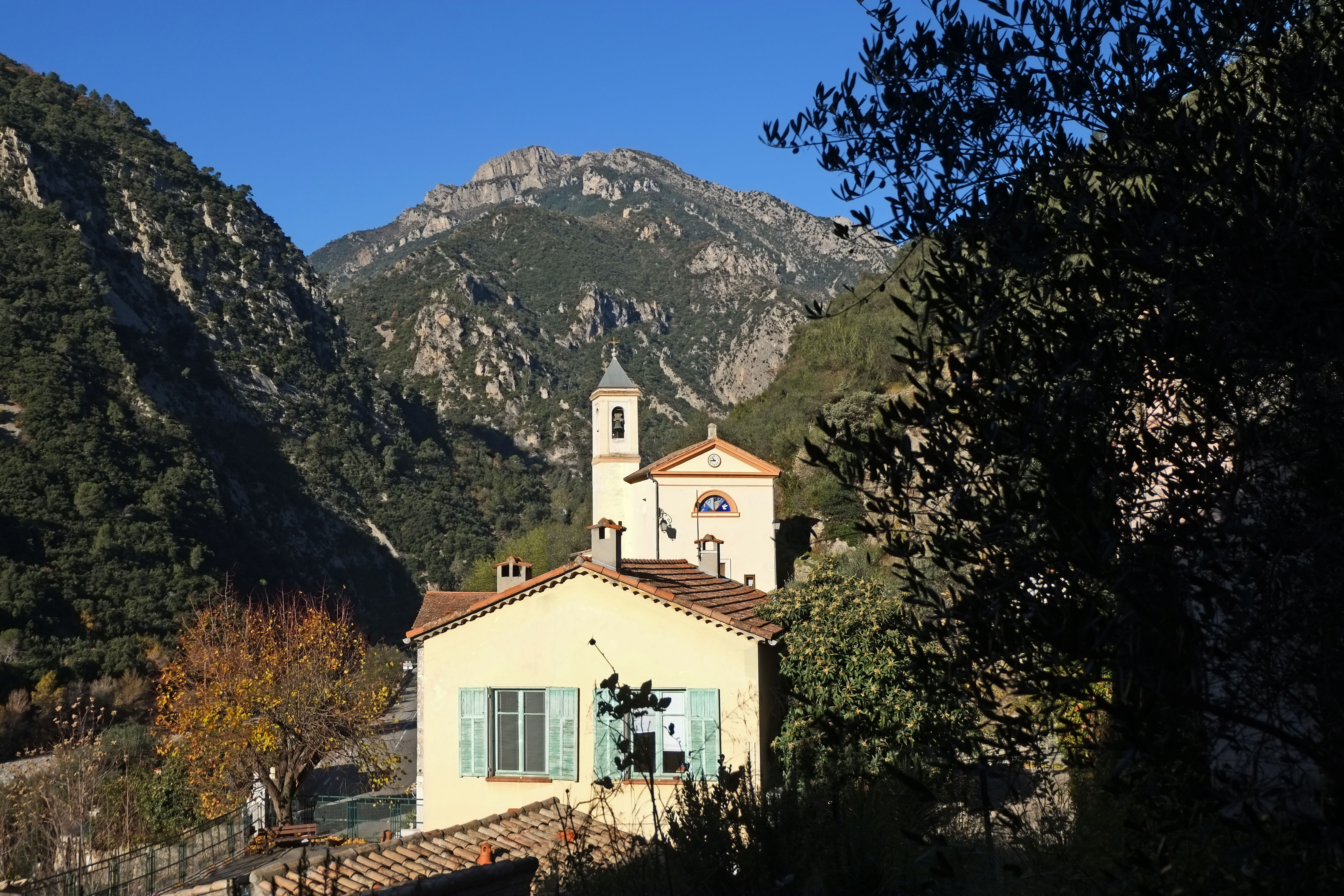
Der Weiler Le Chaudan mit Kirche
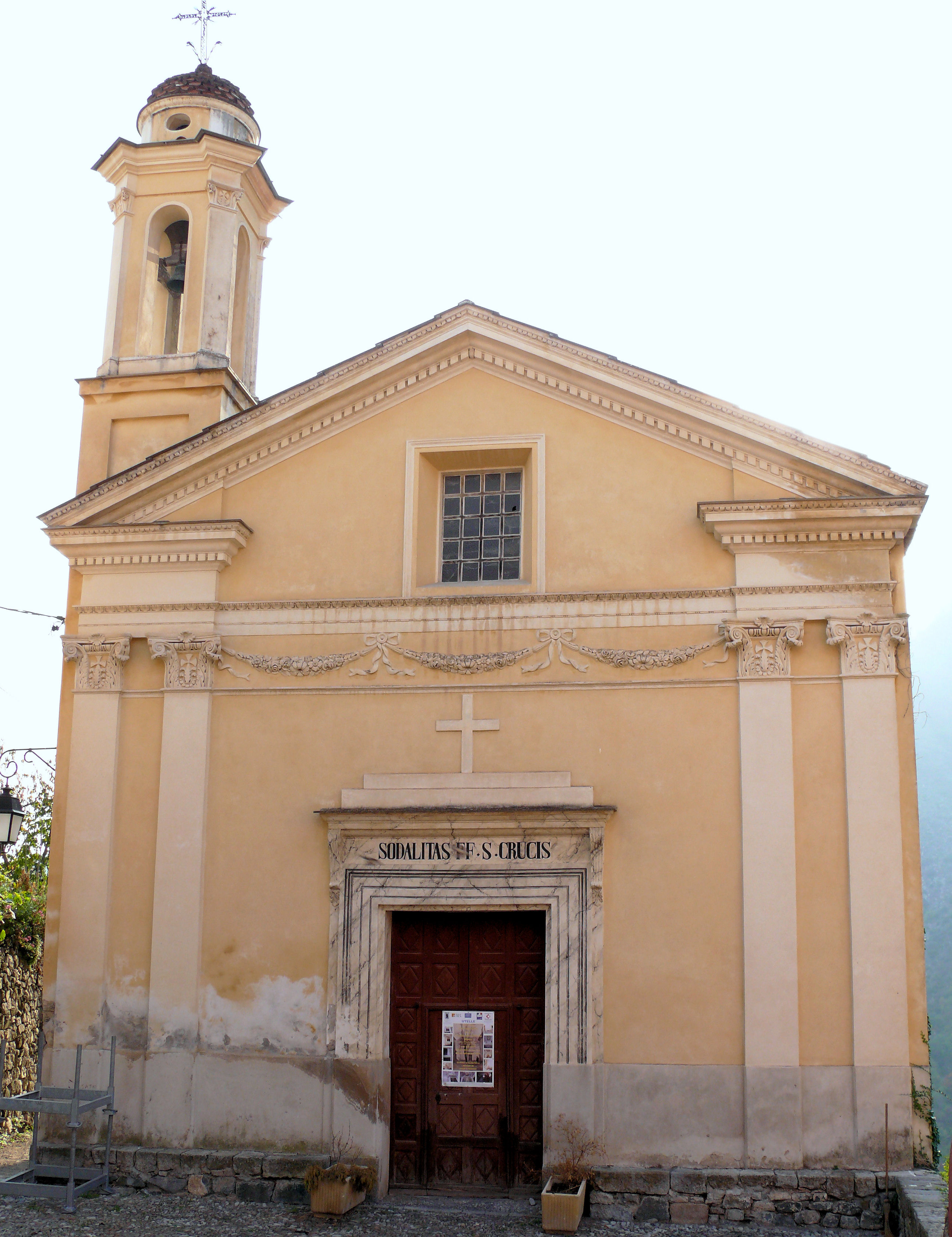
Chapelle des Pénitents blancs d’Utelle
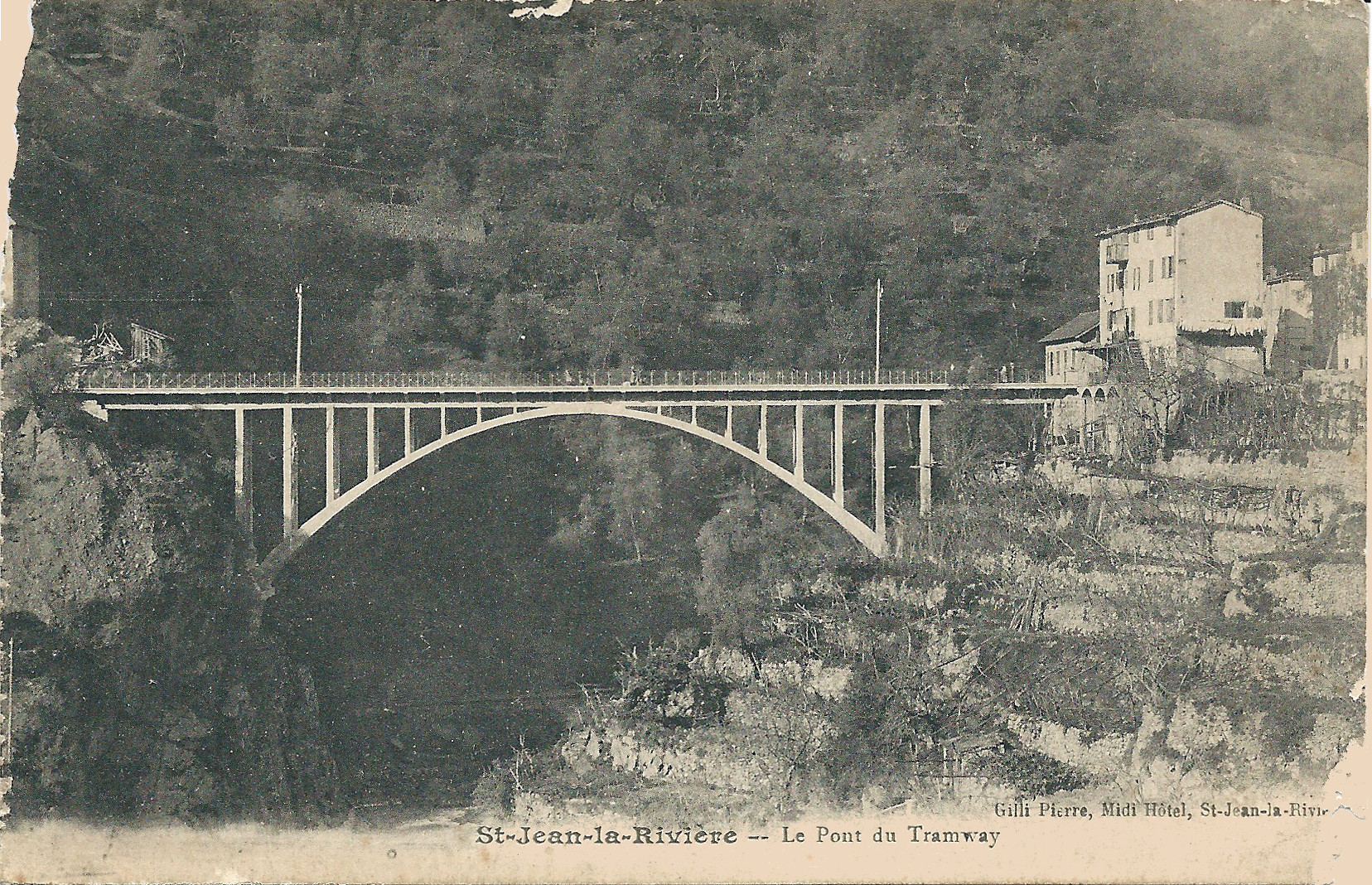
Saint-Jean-la-Rivière: Eisenbahnbrücke, aufgenommen um das Jahr 1930